# Autorretrato com Cristo Amarelo (Gauguin)
O Autorretrato com o Cristo Amarelo, ou Retrato do Artista com o Cristo Amarelo, é uma pintura que Paul Gauguin criou em 1890-1891 em Pont-Aven. Gauguin retrata-se ali entre o seu Cristo amarelo que pintou no ano anterior e uma cerâmica com a sua imagem “grotesca”. Esta pintura está guardada no Musée d'Orsay, em Paris.

## História
Quando Paul Gauguin começou esta pintura, estava em Pont-Aven, na Bretanha, há dois anos. Ele pintou notavelmente o Cristo Amarelo lá em 1889.
Pintou seu Autorretrato com Cristo Amarelo em 1890 ou 1891, pouco antes de partir para o Taiti.
Nesta obra, Gauguin leva a cabo o seu projeto de realizar um triplo autorretrato, parcialmente invertido: o seu próprio retrato, central, está invertido; o Cristo amarelo, também invertido, assume feições de Gauguin; o terceiro elemento representa um pote de tabaco com a sua imagem, no topo do “grotesco”.
É uma das poucas pinturas de temática religiosa deste período, que se destacam e constituem, segundo Manuel Jover, o “núcleo original do simbolismo da pintura”, incluindo nomeadamente o Cristo Amarelo, o Cristo Verde e este Auto- retrato com o Cristo Amarelo.
A pintura apareceu pela primeira vez na coleção de Daniel de Monfreid (1856-1929), amigo de Gauguin. Esteve na galeria de Ambroise Vollard em 1902, e em 1903 passou para a coleção do pintor Maurice Denis. A obra foi adquirida em 1994 pelos Museus Nacionais Franceses com o apoio financeiro de Philippe Meyer e patrocínio japonês, e atribuída ao Musée d'Orsay4 onde ainda aparece no século XXI.